# Roc del Corb (Ceret)
El Roc del Corb és una muntanya de 1.076 metres del terme comunal vallespirenc de Ceret, a la Catalunya del Nord. Està situat a prop del límit meridional del terme ceretà, al nord-est del Pla de les Barraques i al sud del Bosc de la Vila.